# 平塚テレビ中継局
平塚テレビ中継局（ひらつかテレビちゅうけいきょく）は、神奈川県平塚市の湘南平にある共建のテレビ放送中継局。

## 概要
神奈川県内のテレビ中継局としては空中線電力が最大である。土地は平塚市、タワーは神奈川県の所有。
湘南平頂上にあるテレビ塔は1972年（昭和47年）に完成した。テレビ塔はNHKと民放で共同運営している。
当初は、県域民放局のテレビ神奈川が横浜市鶴見区の三ツ池公園に建てた親局から離れた県中央部を補完すると同時に、小田原市など県西部に散在する中継局への送り出し基地の役割も担わせて開局した。その後、首都圏都心部の都市化進展によって一般家庭での東京タワー波の受信が困難になったため、NHK・在京キー局各局も相乗りする形で順次中継局を増設した。
地上デジタル放送においては各局がアナログでは差のあった送信出力を統一し、テレビ神奈川同様に県中央部の基幹局として位置づけた。県内各地の既存小規模中継局をデジタル化する否かは、この平塚中継所波の受信状態の良否によって判断される。なお、秦野中継局については、当局デジタル波の難視世帯数が多かったため2010年（平成22年）3月19日にデジタル中継局が開局した。

## 中継局概要

### デジタルテレビ放送
| リモコン 番号 | 放送局名             | チャンネル 番号 | 空中線 電力 | ERP   | 偏波面   | 放送対象地域                                         | 放送区域 内世帯数 | 運用開始日     |
| ------------- | -------------------- | --------------- | ----------- | ----- | -------- | ---------------------------------------------------- | ----------------- | -------------- |
| 1             | NHK 東京総合         | 19              | 100 W       | 370 W | 垂直偏波 | 関東広域圏 （茨城県、栃木県および 群馬県を含まない） | 101万779世帯      | 2005年 12月1日 |
| 2             | NHK 東京教育         | 26              | 100 W       | 370 W | 垂直偏波 | 全国                                                 | 101万779世帯      | 2005年 12月1日 |
| 3             | tvk テレビ神奈川     | 18              | 100 W       | 370 W | 垂直偏波 | 神奈川県                                             | 101万779世帯      | 2005年 12月1日 |
| 4             | NTV 日本テレビ放送網 | 25              | 100 W       | 370 W | 垂直偏波 | 関東広域圏                                           | 101万779世帯      | 2005年 12月1日 |
| 5             | EX テレビ朝日        | 24              | 100 W       | 370 W | 垂直偏波 | 関東広域圏                                           | 101万779世帯      | 2005年 12月1日 |
| 6             | TBS TBSテレビ        | 22              | 100 W       | 370 W | 垂直偏波 | 関東広域圏                                           | 101万779世帯      | 2005年 12月1日 |
| 7             | TX テレビ東京        | 23              | 100 W       | 370 W | 垂直偏波 | 関東広域圏                                           | 101万779世帯      | 2005年 12月1日 |
| 8             | CX フジテレビジョン  | 21              | 100 W       | 370 W | 垂直偏波 | 関東広域圏                                           | 101万779世帯      | 2005年 12月1日 |

- 所在地： 平塚市万田（千畳敷）[5][4]
- 放送区域： 神奈川県平塚市、藤沢市、茅ヶ崎市、大和市、海老名市、座間市、綾瀬市、高座郡および中郡の全域、横浜市、横須賀市、鎌倉市、小田原市、逗子市、相模原市、三浦市、秦野市、厚木市、伊勢原市、三浦郡、足柄上郡および愛甲郡の各一部、東京都町田市の一部[6]
- 2005年9月7日に予備免許交付[6]、11月25日に本免許が交付され[7]、12月1日に本放送を開始した[3][4]。
- NHKと在京民放局については東京スカイツリーから、またtvkは鶴見送信所より、それぞれマイクロ波による専用回線（TTL回線）で番組を伝送しており、同時に小田原テレビ中継局へも分岐されている[要出典]。
- 放送区域外ではあるが、千葉県内房地域でも当中継局にアンテナを向けて視聴している世帯がある[8]。

### アナログテレビ放送
| チャンネル 番号 | 放送局名             | 空中線 電力          | ERP                     | 偏波面   | 放送対象地域 | 放送区域 内世帯数 | 運用開始日     |
| --------------- | -------------------- | -------------------- | ----------------------- | -------- | ------------ | ----------------- | -------------- |
| 29              | NHK 東京教育         | 映像300 W / 音声75 W | 映像1.55 kW / 音声380 W | 垂直偏波 | 全国         | -                 | 1978年 3月3日  |
| 31              | tvk テレビ神奈川     | 映像1 kW / 音声250 W | 映像4.5 kW / 音声1.1 kW | 垂直偏波 | 神奈川県     | -                 | 1972年 5月1日  |
| 33              | NHK 東京総合         | 映像300 W / 音声75 W | 映像1.55 kW / 音声380 W | 垂直偏波 | 関東広域圏   | -                 | 1978年 3月3日  |
| 35              | NTV 日本テレビ放送網 | 映像300 W / 音声75 W | 映像1.6 kW / 音声400 W  | 垂直偏波 | 関東広域圏   | -                 | 1984年 6月1日  |
| 37              | TBS TBSテレビ        | 映像300 W / 音声75 W | 映像1.6 kW / 音声400 W  | 垂直偏波 | 関東広域圏   | -                 | 1984年 6月1日  |
| 39              | CX フジテレビジョン  | 映像300 W / 音声75 W | 映像1.6 kW / 音声400 W  | 垂直偏波 | 関東広域圏   | -                 | 1984年 6月1日  |
| 41              | EX テレビ朝日        | 映像300 W / 音声75 W | 映像1.6 kW / 音声400 W  | 垂直偏波 | 関東広域圏   | -                 | 1984年 6月1日  |
| 43              | TX テレビ東京        | 映像300 W / 音声75 W | 映像1.6 kW / 音声400 W  | 垂直偏波 | 関東広域圏   | -                 | 1984年 7月12日 |

- 所在地： デジタルテレビ放送に同じ
- 2011年7月24日をもってすべて廃止された。
- tvk以外はすべて東京親局の中継局扱いで、独自回線を用いず、東京タワー波を受信した放送波で再送信していた[要出典]。

### マルチメディア放送
| 周波数         | 放送局名 | 空中線 電力 | ERP | 放送区域                              | 放送区域 内世帯数 | 運用開始日 |
| -------------- | -------- | ----------- | --- | ------------------------------------- | ----------------- | ---------- |
| 214.714286 MHz | Jモバ    | 650 W       | -   | 東京都、神奈川県および 静岡県の各一部 | 102万6515世帯     | -          |

- 所在地： 平塚市万田（予定）[10]
- 2012年5月11日に予備免許が交付され、同年秋に開局予定だったが、ジャパンモバイルキャスティングが総務省関東総合通信局に予備免許の取下げ願いを提出、2013年2月19日に受理された[11][12]。
- ジャパンモバイルキャスティングは、改めて2013年12月13日、NTTコミュニケーションズ湘南藤沢ビルに藤沢中継局を開局したが、2016年6月30日[13][14]に放送事業を停止した。

## 展望台
テレビ塔中層部は展望台になっており富士山や相模湾を一望できる。展望台は老朽化により、2021年12月13日から一時閉鎖されていたが、改修工事が完了したことから、2024年4月1日に再び開放された。